# 카 툰: 메이터의 놀라운 이야기
카 툰: 메이터의 놀라운 이야기(Cars Toons: Mater's Tall Tales)는 영화 《카》의 등장인물인 메이터가 주인공인 스핀 오프 단편 작품이다. 2008년부터 2012년까지 제작된 총 11개의 작품이 존재한다.

## 목소리 출연
- 래리 더 케이블 가이
- 키스 퍼거슨, 오언 윌슨
- 조지 칼린, 로이드 셔
- 토니 샬호브
- 캐서린 헬먼드